# Гравітаційний режим нафтового покладу

Гравітаційний режим нафтового покладу.

Гравітаційний режим нафтового покладу (рос. гравитационный режим, англ. gravity drainage, нім. Gravitationsregime n) — режим нафтового покладу, при якому нафта переміщується до вибою видобувних свердловин під дією сили тяжіння. 

## Загальний опис
Г.р. розвивається при розробці ізольованих покладів позбавлених газової шапки, натиску крайових, законтурних вод що містять, як правило, дегазовану нафту. При Г.р. темпи розробки родовища звичайно дуже малі, а кінцева нафтовіддача не перевищує 0,3-0,4. У зв'язку з цим процес розробки покладу прагнуть перевести на інший, ефективніший режим шляхом застосування штучних методів впливу на нафтовий пласт.

## Різновиди
Виділяють такі різновиди Г.р.:
- гравітаційний режим з контуром нафтоносності, який переміщується (напірно-гравітаційний), при якому нафта під дією власної ваги переміщується вниз по падінню крутозалягаючого пласта і заповнює його понижені частини; дебіти свердловин невеликі і постійні;
- гравітаційний режим з нерухомим контуром нафтоносності (з вільною поверхнею), при якому рівень нафти знаходиться нижче покрівлі горизонтально залягаючого пласта; дебіти свердловин менші дебітів при напірно-гравітаційному режимі і з часом повільно зменшуються.